# ميوكو أسو
ميوكو أسو (麻生 美代子 أسو ميوكو) ممثلة أداء صوتي يابانية ولدت 7 أبريل 1926 في طوكيو.

## أدوارها في الأنمي

### أنمي تلفزيوني
- سازايه-سان - فوني إسونو
- الغابة الخضراء - الراوية
- ماجد لعبة خشبية - القطة غيليتا
- توشو دايموس - مارغريت، أوكاني
- ساندي بل - زوجة سكوت
- بيل وسيباستيان
- رانما ½ - كولون
- يويو هاكوشوه - عذراء الجليد الكبرى
- إنوياشا - شوغا (الحلقة 65)
- خيميائي الفولاذ - بيناكو روكبيل
- ماريا ساما غا ميترو - مديرة الأكاديمية (الحلقة 11)
- خيميائي الفولاذ: الأخوة

### أوفا أنمي
- رانما ½ - كولون
- الأنيماتريكس
- فايري تايل - هيلدا

### أفلام أنمي
- أفلام رانما ½ - كولون
- خيميائي الفولاذ الفيلم: غازي شامبالا - بيناكو روكبيل

## روابط خارجية
- ميوكو أسو على موقع IMDb (الإنجليزية)
- ميوكو أسو على موقع ميوزك برينز (الإنجليزية)
- ميوكو أسو على موقع قاعدة بيانات الفيلم (الإنجليزية)
- ميوكو أسو على موقع ANN person (الإنجليزية)